# Rhonda Byrne
Pour les articles homonymes, voir Byrne.
 (novembre 2020).
Si vous disposez d'ouvrages ou d'articles de référence ou si vous connaissez des sites web de qualité traitant du thème abordé ici, merci de compléter l'article en donnant les références utiles à sa vérifiabilité et en les liant à la section « Notes et références ».
Rhonda Byrne, née le 12 mars 1951 à Melbourne en Australie, est une productrice et auteure australienne de télévision. Elle est également auteure du best-seller Le Secret, qui s'est vendu à près de 4 millions d'exemplaires (été 2007), consacré au développement personnel. Il développe aussi le concept de la "loi de l'attraction".

## Analyses
Ses idées ont été assimilées à la pensée magique.
On peut également la rattacher au courant de la Nouvelle Pensée.

## Publications
Livres
- Le Plus Grand Secret
- Le Secret (The Secret)
- Le Pouvoir (The Power)
- La Magie (The Magic)
- Le secret au quotidien (The Secret Daily Teachings)
- Héros (Hero)
- Comment le secret a changé ma vie (How the secret changed my life)

DVD
- Le Secret (The Secret)